# Anneli Jäätteenmäki
 (mars 2025).
Si vous disposez d'ouvrages ou d'articles de référence ou si vous connaissez des sites web de qualité traitant du thème abordé ici, merci de compléter l'article en donnant les références utiles à sa vérifiabilité et en les liant à la section « Notes et références ».
Anneli Tuulikki Jäätteenmäki, née le 11 février 1955 à Lapua, est une femme d'État finlandaise membre du Parti du centre (Kesk). 
En 1987, elle est élue députée à la Diète nationale, puis devient ministre de la Justice en 1994. De retour dans l'opposition un an plus tard, elle est élue en 2002 présidente du Kesk, étant la première femme à diriger l'un des grands partis finlandais.
La victoire de justesse des centristes aux élections législatives de 2003 lui permet d'être également la première femme à accéder au poste de Premier ministre. Elle doit démissionner au bout de deux mois, à la suite d'un scandale concernant des informations dont elle a usé au cours de la campagne électorale.
Elle est députée au Parlement européen de 2004 à 2019.

## Biographie

### Formation et débuts en politique
Elle obtient un master de droit à l'université d'Helsinki en 1980, et commence à exercer la profession d'avocate dans sa ville natale de Lapua. 
Trois ans plus tard, elle devient l'assistante d'Eeva Kuuskoski, ministre de la Santé, puis est recrutée, en 1984, comme juriste par le groupe parlementaire du Kesk à la Diète nationale, où elle est élue en 1987.

### La montée en puissance
Le 1er mai 1994, elle est nommée ministre de la Justice dans le gouvernement de centre droit dirigé par le centriste Esko Aho. Elle quitte son poste onze mois plus tard, à la suite de la défaite du Kesk lors des élections législatives.
Élue vice-présidente du Parti du centre en 2000, sous la direction de Aho, elle succède à ce dernier deux ans plus tard et devient alors la première femme à diriger l'un des trois grands partis finlandais.

### La première femme Premier ministre
Lors des élections législatives du 16 mars 2003, le Kesk remporte 24,69 % des suffrages exprimés et 55 députés, redevenant le premier parti du pays après huit années d'opposition. Il devance ainsi le Parti social-démocrate de Finlande (SDP) du Premier ministre Paavo Lipponen de 6 100 voix et deux député. Aux votes de préférence toutefois, elle arrive en sixième place au niveau national, avec 15 704 suffrages, et en deuxième position parmi les centristes.
Elle constitue alors un gouvernement, réunissant le Kesk, le SDP et le Parti populaire suédois (SFP), qui détiennent ensemble 116 députés sur 200 à la Diète nationale. Il s'agit du premier cabinet depuis celui formé en 1976 par le centriste Martti Miettunen à entamer son mandat avec seulement trois partis politiques.
La Finlande devient, de ce fait, le premier pays dont le pouvoir exécutif n'est détenu que par des femmes, puisque la présidence est occupée, depuis 2000, par la sociale-démocrate Tarja Halonen. C'est en outre la première fois qu'une femme prend la tête du gouvernement finlandais.

### Démission au bout de deux mois
Le 18 juin, elle annonce sa démission à la suite d'un scandale politique.
Lors de la campagne électorale, elle avait utilisé des documents secrets provenant du ministère des Affaires étrangères faisant état d'une rencontre entre George W. Bush et le Premier ministre de l'époque, Paavo Lipponen, et affirmé que ce dernier avait offert un soutien secret aux États-Unis pour leur invasion de l'Irak. 
La police, sur la base de la loi sur les documents secrets, avait ouvert une enquête conduisant à son audition le 16 juin. Deux jours plus tard, devant la Diète nationale, elle a alors expliqué avoir reçu ces documents d'un membre du Kesk travaillant à la présidence de la République, mais sans les avoir demandés, ce qu'a ensuite réfuté le fonctionnaire mis en cause.
Elle est remplacée le 24 juin par le ministre de la Défense Matti Vanhanen et fait savoir ce jour-là qu'elle compte également renoncer à la présidence du Parti du centre, à laquelle Vanhanen lui succède le 5 octobre.
Mise en examen le 19 décembre suivant, elle est acquittée par un tribunal d'Helsinki le 19 mars 2004.

### Élue au Parlement européen
Elle se présente, trois mois plus tard, aux élections européennes du 13 juin, et est élue au Parlement européen en remportant le plus grand nombre de voix de préférence, à savoir plus de 149 000.
Elle devient, en 2007, vice-présidente de la commission des Affaires constitutionnelles, puis, après sa réélection en 2009 avec 80 000 voix, loin derrière le populiste Timo Soini, vice-présidente du groupe de l'Alliance des démocrates et des libéraux pour l'Europe (ADLE). Sa chute continue aux élections du 25 mai 2014, où elle remporte le sixième meilleur résultat avec environ 59 000 voix. Le Kesk remporte à cette occasion trois sièges et elle réalise le troisième score, derrière le commissaire européen Olli Rehn et l'ancien ministre Paavo Väyrynen, qui la devancent de 10 000 suffrages.
Le 20 mai 2015, elle est élue vice-présidente du Parlement européen, par 301 voix contre 285, prenant ainsi la suite du libéral finlandais Olli Rehn, devenu député national.